# Catherine Bellisová
Catherine Cartan „CiCi“ Bellisová (* 8. dubna 1999 San Francisco) je bývalá americká profesionální tenistka. Ve své kariéře na okruhu WTA Tour nevyhrála žádný turnaj a jednu singlovou trofej vybojovala v sérii WTA 125. V rámci okruhu ITF získala do září 2020 šest titulů ve dvouhře a dva ve čtyřhře.
Na žebříčku WTA byla ve dvouhře nejvýše klasifikována v srpnu 2017 na 35. místě a ve čtyřhře v červenci téhož roku na 149. místě. Ve světovém kombinovaném žebříčku ITF juniorek se stala 1. září 2014 světovou jedničkou a v závěru roku byla vyhlášena juniorskou mistryní světa.
Ženská tenisová asociace ji v roce 2017 ocenila jako hráčku s největším zlepšením.

## Tenisová kariéra
Jako juniorská mistryně USA získala divokou kartu na US Open 2014, kde překvapivě vyřadila v prvním kole třináctou nasazenou Dominiku Cibulkovou. Byla nejmladší vítězkou utkání v hlavní soutěži US Open od roku 1996, kdy to dokázala Anna Kurnikovová. Ve druhém kole ji porazila Zarina Dijasová.
Spolu s Markétou Vondroušovou hrála finále juniorské čtyřhry French Open 2014. V říjnu 2014 vyhrála turnaj ITF v Rock Hill, když ve finále zdolala krajanku Lauren Embreeovou.
Na konečném žebříčku WTA pro rok 2016 se stala v 17 letech nejmladší hráčkou první světové stovky, když jí 7. listopadu patřila 90. příčka.
Členku elitní světové desítky poprvé zdolala ve třetím kole Dubai Tennis Championships 2017, v němž přehrála šestou hráčku klasifikace Agnieszku Radwańskou. Osmou v pořadí Světlanu Kuzněcovovou pak porazila ve druhé fázi Rogers Cupu 2017 a světovou pětku Karolínu Plíškovou ve třetím kole Qatar Total Open 2018.
V lednu 2022 na svém instagramovém profilu oznámila konec své kariéry. Důvodem ukončení kariéry v pouhých dvaadvaceti letech byla opakovaná zranění.

## Finále série WTA 125
| Legenda                  |
| ------------------------ |
| D – dvouhra; Č – čtyřhra |
| WTA 125 (1–0 D)          |

### Dvouhra: 1 (1–0)
| Stav    | č. | datum              | turnaj                  | povrch | soupeřka ve finále | výsledek |
| ------- | -- | ------------------ | ----------------------- | ------ | ------------------ | -------- |
| Vítězka | 1. | 27. listopadu 2016 | Honolulu, Spojené státy | tvrdý  | Čang Šuaj          | 6–4, 6–2 |

## Finále na okruhu ITF
| $100 000 tournaments |
| $80 000 tournaments  |
| $50 000 tournaments  |
| $25 000 tournaments  |
| $15 000 tournaments  |
| $10 000 tournaments  |

| Finále dle povrchu     |
| ---------------------- |
| tvrdý (7–1 D; 1–0 Č)   |
| antuka (0–0 D; 1–0 Č)  |
| tráva (0–0 D; 0–0 Č)   |
| koberec (0–0 D; 0–0 Č) |

### Dvouhra: 8 (7–1)
| Stav       | č. | datum             | turnaj                         | povrch    | soupeřka ve finále     | výsledek          |
| ---------- | -- | ----------------- | ------------------------------ | --------- | ---------------------- | ----------------- |
| Vítězka    | 1. | 6. října 2014     | Rock Hill, Spojené státy       | tvrdý     | Lauren Embreová        | 6–4, 6–0          |
| Vítězka    | 2. | 13. října 2014    | Florence, Spojené státy        | tvrdý     | Ysaline Bonaventureová | 6–2, 6–1          |
| Vítězka    | 3. | 23. února 2015    | Rancho Santa Fe, Spojené státy | tvrdý     | Maria Sanchezová       | 6–2, 6–0          |
| Finalistka | 1. | 15. února 2016    | Surprise, Spojené státy        | tvrdý     | Jamie Loebová          | 6–3, 1–6, 3–6     |
| Vítězka    | 4. | 13. června 2016   | Sumter, Spojené státy          | tvrdý     | Valeria Solovjevová    | 6–1, 6–3          |
| Vítězka    | 5. | 17. října 2016    | Saguenay, Kanada               | tvrdý (h) | Bianca Andreescuová    | 6–4, 6–2          |
| Vítězka    | 6. | 6. listopadu 2016 | Toronto, Kanada                | tvrdý     | Jesika Malečková       | 6–2, 1–6, 6–3     |
| Vítězka    | 7. | 25. října 2020    | Macon, Spojené státy           | tvrdý     | Marta Kosťuková        | 6–4, 6–7(4) skreč |

### Čtyřhra: 2 (2–0)
| Stav    | č. | datum           | turnaj                 | povrch    | spoluhráčka      | soupeřky ve finále                | výsledek         |
| ------- | -- | --------------- | ---------------------- | --------- | ---------------- | --------------------------------- | ---------------- |
| Vítězka | 1. | 10. března 2014 | Orlando, Spojené státy | antuka    | Alexis Nelsonová | Sally Peersová Natalie Pluskotová | 6–2, 0–6, [11–9] |
| Vítězka | 2. | 1. února 2016   | Midland, Spojené státy | tvrdý (h) | Ingrid Neelová   | Naomi Broadyová Shelby Rogersová  | 6–2, 6–4         |

## Finále na juniorce Grand Slamu

### Čtyřhra juniorek: 1 (1–0)
| Stav       | rok  | turnaj      | povrch | spoluhráčka         | soupeřky ve finále                   | výsledek         |
| ---------- | ---- | ----------- | ------ | ------------------- | ------------------------------------ | ---------------- |
| Finalistka | 2014 | French Open | antuka | Markéta Vondroušová | Ioana Ducuová Ioana Loredana Roșcová | 1–6, 7–5, [9–11] |

## Chronologie výsledků na Grand Slamu

### Dvouhra

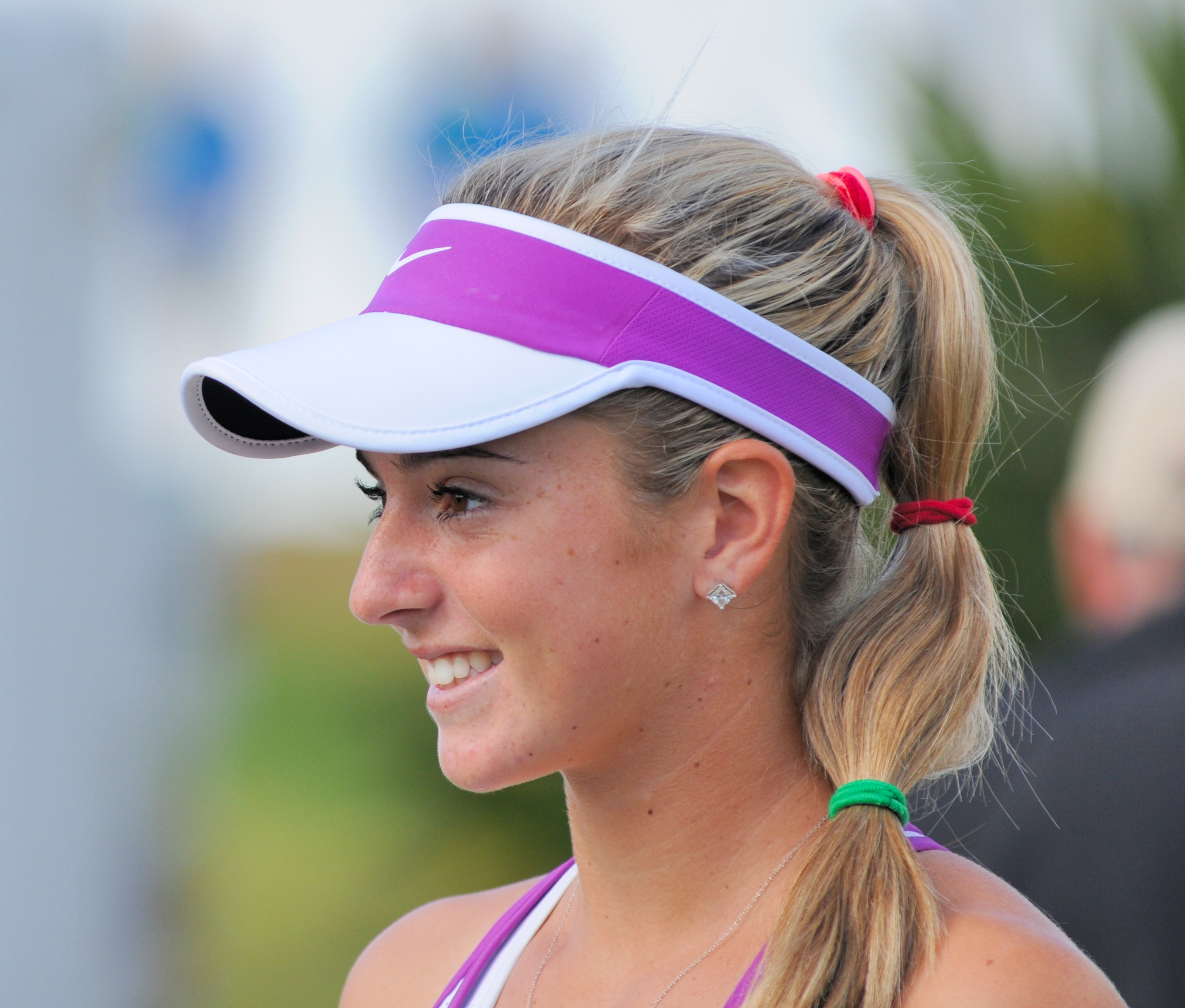
Bellisová na Carlsbad Classic 2015

| Turnaj          | 2014 | 2015 | 2016 | 2017 | 2018 | 2019 | 2020 | V–P |
| --------------- | ---- | ---- | ---- | ---- | ---- | ---- | ---- | --- |
| Australian Open | A    | A    | A    | A    | 1R   | A    | 3R   | 2–2 |
| French Open     | A    | Q1   | A    | 3R   | A    | A    |      | 2–1 |
| Wimbledon       | A    | A    | A    | 1R   | A    | A    | NH   | 0–1 |
| US Open         | 2R   | A    | 3R   | 1R   | A    | A    | 2R   | 4–4 |
| výhry–prohry    | 1–1  | 0–0  | 2–1  | 2–3  | 0–1  | 0–0  | 3–2  | 8–8 |

| Legenda | Legenda                                   | Legenda | Legenda                     |
| ------- | ----------------------------------------- | ------- | --------------------------- |
| SR      | poměr vyhraných turnajů ku všem odehraným | W–L V–P | výhry–prohry                |
| NH      | daný rok se turnaj nekonal                | A       | turnaje se hráč nezúčastnil |
| 1Q / LQ | prohra v (kole) kvalifikace               | 1k / 1R | prohra v daném kole turnaje |
| QF / ČF | prohra ve čtvrtfinále                     | SF      | prohra v semifinále         |
| F       | prohra ve finále                          | Vítěz   | vítězství v turnaji         |

#### Profily
- Catherine Bellisová na stránkách Ženské tenisové asociace (anglicky)
- Catherine Bellisová na stránkách Mezinárodní tenisové federace (anglicky)

| Předchůdce                    | Catherine Bellisová                 | Nástupce                      |
| Belinda Bencicová (Švýcarsko) | ITF – juniorská mistryně světa 2014 | Dalma Gálfiová (Maďarsko)     |
| Naomi Ósakaová (Japonsko)     | WTA – největší zlepšení 2017        | Aryna Sabalenková (Bělorusko) |